# Paul Biegel
 (mars 2022).
Si vous disposez d'ouvrages ou d'articles de référence ou si vous connaissez des sites web de qualité traitant du thème abordé ici, merci de compléter l'article en donnant les références utiles à sa vérifiabilité et en les liant à la section « Notes et références ».
Œuvres principales
- Het sleutelkruid (1964)
- De tuinen van Dorr (1969)
- Le Petit Capitaine (1971)
- La Princesse rousse (1987)

Paul Biegel (25 mars 1925, Bussum – 21 octobre 2006, Laren) est un auteur néerlandais de littérature d'enfance et de jeunesse.

## Biographie
Paul Biegel naît à Bussum en 1925. Son père, Hermann Biegel, d'origine allemande, tenait un commerce de matériaux de construction. Avec sa femme Madeleine Povel-Guillot, ils ont neuf enfants, six filles et trois garçons, dont Paul est le plus jeune. Il lit peu dans son enfance, préférant jouer dehors. Ses livres préférés sont les contes de Grimm et les romans de Jules Verne. Après le primaire à Bussum, il passe son examen à Amsterdam en 1945.
Sa première histoire, De ontevreden kabouter (Le gnome malheureux), écrite quand il a 14 ans, paraît dans le journal De Tijd. Il veut d'abord être pianiste, mais il trouve qu'il n'a pas assez de talent. Il part aux États-Unis pour un an après la Seconde Guerre mondiale, et il travaille pour The Knickerbocker Weekly. À son retour, il travaille pour des revues néerlandaises comme Avrobode. Il écrit plusieurs bandes dessinées pour la presse, dont la plus importante est Minter & Hinter, qui paraît dans Het Vrije Volk. En 1959, il commence à travailler dans l'atelier de bande dessinée de Marten Toonder comme scénariste pour la série Kappie.
Il ne publie son premier livre, De gouden gitaar (la guitare d'or), qu'en 1962. Il devient l'un des auteurs néerlandais pour la jeunesse les plus importants en 1965, quand il reçoit le Gouden Griffel pour Het sleutelkruid (L'herbe-clé). Il écrit plus de cinquante livres, dont plusieurs sont traduits en anglais, français, allemand, danois, suédois, japonais, turc, grec et espagnol. Il a lui-même traduit en néerlandais plusieurs livres, entre autres de Mary Norton et Tony Ross. Les livres qu'il préférait de lui-même sont De tuinen van Dorr (Les jardins de Dorr) et De soldatenmaker (Le fabricant de soldats).
Paul Biegel vit à Amsterdam. Il épouse Marijke Sträter en 1960. Ils ont une fille, Leonie, en 1963, et en 1964 un fils, Arthur, qui se suicide quand il a 28 ans. Son mariage est un échec, et ce n'est que très tard qu'il reconnaît qu'il est homosexuel.
En 1999, il est décoré de l'Ordre du Lion néerlandais. Il meurt en 2006 et il est enterré au cimetière de Zorgvlied. En 2007, une collection de vingt de ses œuvres est rééditée par des éditeurs néerlandais sous le nom de Biegelbibliotheek.

## Œuvres traduites
- Le Petit Capitaine (De Kleine kapitein, 1971), Bibliothèque rose, traduit par Olivier Séchan, 1976.
- Le Petit Capitaine au pays des sept tours (De Kleine kapitein in het land van Waan en wĳs, 1973), Bibliothèque rose, 1976.
- Le Petit Capitaine et le trésor du pirate (De Kleine kapitein en de schat van schrik en vreze, 1975), Bibliothèque rose, 1977.
- La Table de 7 (Ik wou dat ik anders was, 1967), Bibliothèque rose, 1977.
- Le brigand de mademoiselle est avancé (De Rover Hoepsika, 1977), Hachette, 1980.
- Le Festin de l'éléphant (Het Olifantenfeest, 1973), Hachette jeunesse, collection Vermeille, 1980.
- Les Joyeux Fantômes de Hurleloup (De Vloek van Woestewolf, 1974), Hachette, 1981.
- La Princesse rousse (De Rode prinses, 1987), Le Livre de poche jeunesse, 1990.
- Le Royaume de l'araignée (De zwarte weduwe, 1984), Bibliothèque internationale (Nathan), 1992.

## Prix et distinctions
- 1965 : Gouden Griffel pour Het sleutelkruid (L'herbe-clé)
- 1972 : Gouden Griffel pour De kleine kapitein
- 1993 : Gouden Griffel pour Nachtverhaal
- 1994 : (international) « Honour List »[2] de l' IBBY pour Nachtverhaal
- 1999 : Ordre du Lion néerlandais

## Source
- (en) Cet article est partiellement ou en totalité issu de l’article de Wikipédia en anglais intitulé « Paul Biegel » (voir la liste des auteurs).